# Thurso Castle

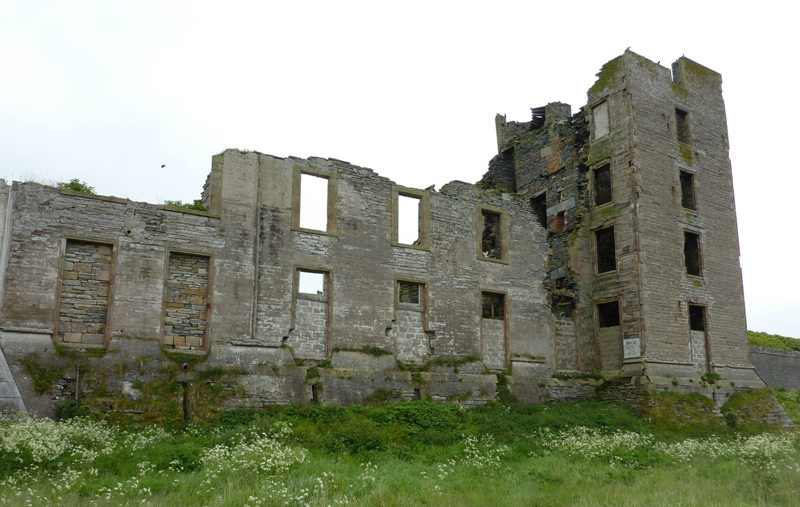
In de noordelijke vleugel zijn de onderste ramen dichtgemetseld.

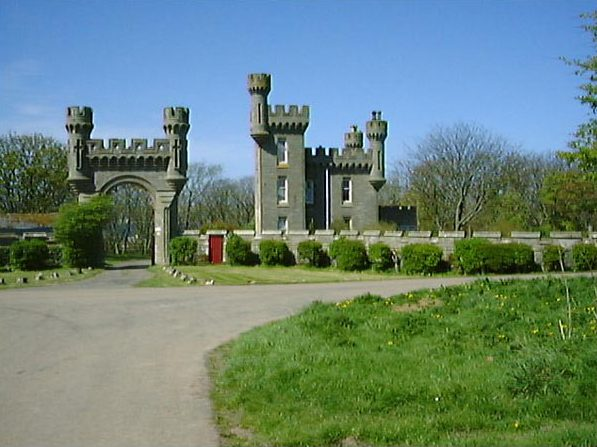
Het poortgebouw van Thurso Castle.

Thurso Castle, ook wel Castle of Ormly en Castle of Ormlie genoemd, is een ruïneus negentiende-eeuws kasteel, gelegen in Thurso, Caithness, in de Schotse regio Highland.

## Geschiedenis
Vermoedelijk lag er oorspronkelijk op de plaats waar het huidige Thurso Castle staat een versterking van Noorse jarls. In 1962 konden echter geen sporen van deze versterking worden teruggevonden bij archeologisch onderzoek. Deze versterking werd op het eind van de twaalfde eeuw vernietigd. In 1612 stond er een versterking die het eigendom was van de Sinclairs van Greenland en Rattar. Rond 1640 of in 1664 werd er een donjon gebouwd, die in 1806 en in 1835 werd uitgebreid. Deze donjon werd door George, graaf van Caithness gebouwd.
In de periode 1872-1878 werden deze gebouwen door John George Tollemache Sinclair (1825–1912) vervangen door een Scottish baronial mansion, een type landhuis populair in de victoriaanse tijd. Deze bouwstijl behoort tot de neogotiek. In 1952 werd het landhuis deels afgebroken, nadat het al eerder deels verwoest was door een brand.
De Sinclairs verkregen de titel van baronet van Ulbster in 1786 en de titel van burggraaf van Thurso in 1952.

## Bouw
Thurso Castle is gelegen ten oosten van de rivier de Thurso in Thurso. Het landgoed is in de 21e eeuw een ruïne. Aan de zuidzijde bevinden zich een poorthuis en bijbehorende Thurso Castle Lodge, die nog in redelijke staat verkeren. Aan de noordzijde, grenzend aan de rivier, bevinden zich de resten van de noordwestelijke toren en de dakloze noordelijke vleugel, die het kasteel completeerde. De ingangen en lagere ramen van het complex zijn in de 20e eeuw dichtgemetseld.

## Beheer
Thurso Castle is privé-eigendom en gevaarlijk bouwvallig. Enkel het exterieur kan bekeken worden.